# Degré jour unifié
Pour les articles homonymes, voir Degré jour de croissance, Degré jour, Degré et DJU.

Une carte de France qui montre différentes zones (pour information, les DJU varient d'un jour à l'autre, d'une année à l'autre et d'une station météo à l'autre).

Le degré jour unifié (DJU) est la différence entre la température extérieure et une température de référence qui permet de réaliser des estimations de consommations d'énergie thermique pour maintenir un bâtiment confortable en proportion de la rigueur de l'hiver ou de la chaleur de l'été. La référence habituelle de 18 °C fut définie en considérant que la température intérieure des locaux est à 19 °C et que les apports gratuits internes (occupants, éclairage, équipements, etc.) et externes (rayonnement solaire…) couvrent l'équivalent de 1 °C de déperditions thermiques. Ils se divisent donc en degré-jour de chauffe (DJC) et degré-jour froid (DJF),.
Il existe deux méthodes de calcul des Dju donnant des résultats différents : une méthode dite « météo » avec calcul simple et une méthode dite « Professionnels de l'énergie » avec calcul plus élaboré (conforme à la méthode Costic réglementaire pour les marchés d'exploitation chauffage et de la climatisation à utiliser pour le suivi).

## Définition
Le degré-jour de chauffage de locaux (ou degré-jour chauffagistes) correspond à la situation où la température moyenne de la journée est inférieure à la température de référence, alors que le degré-jour de réfrigération (Djr) sera dans le cas où la température moyenne est plus grande que le seuil. Il n'y a donc pas de Dju négatifs.
Dans la méthode « météo », pour chaque période de 24 heures, le nombre de degrés jours unifiés (Dju) est déterminé en faisant la différence entre la température de référence, par exemple 18 °C, et la moyenne de la température minimale et la température maximale de ce jour. C'est donc une estimation de la différence entre la température intérieure de référence — hors apports naturels et domestiques — et la température extérieure moyenne de la journée. Parce qu'il n'y a pas de Dju négatif, le Dju de chauffe sera calculé les jours où Dju = (Référence − Moyenne) est positif et le DJU de réfrigération lorsque (Moyenne − Référence) est positif.
Dans la méthode « des professionnels de l'énergie (COSTIC) », le Dju de chauffage de locaux sera identique à la méthode météo si la référence est supérieure à la température maximale, et il sera bien aussi à zéro si la référence est inférieure à la température minimale. Mais si la référence est entre la température maximale et la température minimale, il vaudra :
{\displaystyle DJU=\left(S-T_{n}\right)*\left(0,08+0,42*{\frac {S-T_{n}}{T_{x}-T_{n}}}\right)}
où {\displaystyle S} = référence, {\displaystyle T_{n}} = température minimale, {\displaystyle T_{x}} = température maximale.
Similairement, le Dju de rafraîchissement sera nul si le maximum est plus petit que la référence, la moyenne de température moins la référence si le minimum est plus grand que la référence et dans les autres cas :
{\displaystyle DJU=\left(T_{x}-S\right)*\left(0,08+0,42*{\frac {T_{x}-S}{T_{x}-T_{n}}}\right)}
Pour des locaux maintenus à température constante, notamment lors de réduits en inoccupation courte <48 heures et en inoccupation longue, il faut appliquer un coefficient correctif (appelé notamment « coefficient d'intermittence » pour le cas de réduits de chauffage) pour tenir compte de l'écart des températures réelles intérieures à l'hypothèse de température de référence 18 °C.

## Usage
La donnée Dju est utile pour le suivi des consommations d'énergies de chauffage des locaux d'un bâtiment en période froide. Comme ces saisons varient selon l'endroit, les Dju peuvent être calculés sur des périodes variables. En général, la période de chauffe sera de 232 jours, allant du 1er octobre au 20 mai.
La période de rafraichissement des locaux sera très largement variable selon les sites, pouvant aller de juin à septembre pour sites avec des locaux sans contraintes spéciales comme habitation ou bureaux voire à l'année complète pour les sites avec des locaux à contraintes spéciales comme les établissements de santé et les industries.
À titre d'exemple, en France en 2013, le total annuel moyen allait de 1 124 Dju de chauffe pour la côte Corse à 2 583 DJU pour la Lorraine. Pour un hiver de rigueur moyenne, le nombre de Dju se situe entre 2 000 et 3 000 pour la majeure partie du territoire métropolitain du même pays.

## Évolution
Les formules de calcul Dju citées estiment le besoin en fonction de la température extérieure, comme moyenne des températures minimales et maximales. Sur le site du gaz naturel belge, il est expliqué que ceci était justifié à l'époque où les stations météorologiques n'étaient équipées que d'un thermomètre à minimum et maximum. Aujourd'hui de nombreuses stations météo, y compris amateurs, mesurent et enregistrent les températures heure par heure. Pour un usage personnel qui vise à comparer sa consommation de chauffage à ce qu'elle aurait dû être, il paraît judicieux d'utiliser au mieux les données récentes disponibles.
Ainsi en Belgique, depuis 1979, la moyenne des treize mesures effectuées toutes les deux heures est utilisée pour tenir compte de l'évolution de la température. De plus, depuis 1993, le degré jour équivalent a été introduit, prenant mieux en compte le déphasage thermique des bâtiments. La température du jour y est calculée à raison de 60 % de la température du jour même (J), de 30 % de la température du jour précédent (J−1) et de 10 % de la température du jour qui précède encore (J−2),.

## Limite dans le cas de la réfrigération
Le degré-jour de réfrigération est une invention récente non normalisée et mal adaptée pour caractériser les consommations d'énergie thermique des locaux. En effet le rafraichissement des locaux n'a pas une seule variable principale significative comme le chauffage des locaux. Les variables majoritaires en rafraichissement sont les apports internes sensibles et latents (occupants, éclairage, équipements, process, etc.), les apports externes sensibles en rayonnement solaire (immédiats par parois translucides ou différés par parois opaque avec déphasage thermique insuffisant) voire les apports sensibles et latents de l'air neuf extérieur. Les apports externes sensibles liés à la température extérieure par la conduction au travers des parois sont une part minoritaire, ce qui explique que les Djr sont inadaptés comme variable unique en suivi des consommations de rafraichissement des locaux.
En revanche, ces degrés-jours, également appelés « degrés-jours froid » ou « degrés-jours climaticiens », permettent d'évaluer les tendances de changement climatique estival, dans la mesure où ils prennent en compte une température extérieure mesurée (qui évolue dans le temps) et une température de référence intérieure (température de consigne) qui reste fixe.